# Keely Purvis
Pour les articles homonymes, voir Purvis.
 (janvier 2014).
Si vous disposez d'ouvrages ou d'articles de référence ou si vous connaissez des sites web de qualité traitant du thème abordé ici, merci de compléter l'article en donnant les références utiles à sa vérifiabilité et en les liant à la section « Notes et références ».
Keely Purvis (21 janvier 1992 en Colombie-Britannique au Canada - ) est une actrice Canadienne, le plus connue par un de ses rôles nommé Kristin, dans le téléfilm américain Le Combat de ma fille (Girl Fight, titre original) crée et diffusé en 2011. Elle a également jouer quelques rôles dans des films et séries américaines.

## Sa vie et sa carrière d'actrice
Keely est la fille de Penny Purvis et la sœur de Alexandra Purvis, également une actrice. Elle vit à Vancouver. 
Keely a commencé sa carrière à l'âge de 3 ans dans le téléfilm Little Criminals où elle a joué le rôle de Nonny, la petite sœur du personnage principal. Elle a eu la chance de jouer dans Taken, une série de Steven Spielberg et dans X-Men 2. Après trois années de pause dans sa carrière d'actrice afin de finir ses années de lycée et avoir une vie d'adolescente normale, elle reprend son rôle d'actrice en jouant Kristin, un personnage sarcastique et violent dans le téléfilm Le Combat de ma fille (Girl Fight, titre original) en 2011.

## Filmographie
- Little Criminals, en 1995  dans le rôle de Nonny. (Téléfilm)
- Marine Life, en 2000 dans le rôle d'Adele. (Téléfilm)
- Dodson's Journey, en 2001 dans le rôle de Katie. (Téléfilm)
- Pour le prix de la santé, 2000 dans le rôle de Bryanna. (Téléfilm)
- Disparition (Taken), Acid Tests, en 2002 dans le rôle de Wendy Rankin. (Série TV)
- X-Men 2, en 2003 dans le rôle de la Petite Fille 143. (Film)
- Leçons dangereuses, en 2004 dans le rôle de Molly Stephens. (Téléfilm)
- The Collector, The Vampire, en 2006 dans le rôle Emily Ross. (Série TV)
- The Time Tunnel, en 2006 dans le rôle d'Abbie Phillips. ( Téléfilm)
- Le Combat de ma fille, en 2011 dans le rôle de Kristin. (Film)